# Der politische Kannengießer
Der politische Kannengießer, dänisch Den politiske kandestøber, ist die erste Komödie von Ludvig Holberg. Erstmals kam sie 1722 zur Aufführung. Die Titelfigur wurde sprichwörtlich: „Kannegießerei“ meint das „schwätzerische Politisieren ohne viel Sachverstand“.

## Inhalt
Das Stück spielt in Hamburg und handelt von einem Bürger, der eigentlich einem normalen Beruf nachgeht – er ist Kannengießer –, der sich aber auch belesen hat und politische Ambitionen hat. Zusammen mit seinen Kollegen von den anderen Zünften findet er sich regelmäßig in einem „Collegium politicum“ zusammen, wo sie sich über die Regierung beschweren und Phrasen dreschen.
Einige Bürger erlauben sich mit dem Kannengießer nun einen Scherz. Verkleidet als Ratsherren machen sie ihn glauben, dass er tatsächlich zum Bürgermeister der Stadt gewählt worden ist. Er informiert seine Familie, und sein Leben als Bürgermeister beginnt. Sofort wird er von Bürgern aufgesucht, die schwierige Fragen und Entscheidungen an ihn herantragen. Dies nimmt schnell überhand und geht so weit, dass er sich sogar aufhängen will, um bloß nicht mehr die Verantwortung als Bürgermeister tragen zu müssen. 
Am Ende wird alles aufgeklärt. Der Kannengießer sieht seine Überheblichkeit ein und schwört seinen politischen Ambitionen ab.

## Deutschsprachige Ausgaben
- Der politische Kannengießer. Komödie in fünf Acten. Aus dem Dänischen übersetzt von P. J. Willatzen. Halle 1871. (Digitalisat)
- Der politische Kannengießer im Projekt Gutenberg-DE